# 组氨醇脱氢酶
组氨醇脱氢酶（英語：histidinol dehydrogenase，EC 1.1.1.23 （页面存档备份，存于））是一种以NAD+或NADP+为受体、作用于供体CH-OH基团上的氧化还原酶，化学式为：C4089H6529O1263N1069S30Zn。这种酶能催化以下酶促反应：
L-组氨醇 + 2 NAD+ + H2O {\displaystyle \rightleftharpoons } L-组氨酸 + 2 NADH + 3 H+
组氨醇脱氢酶也能氧化组氨醛。在细菌、真菌和植物细胞中，组氨醇脱氢酶主要负责催化组氨酸生物合成的最后一步化学反应——组氨醇的四电子氧化反应。细菌的组氨醇脱氢酶是一个单链多肽；真菌的组氨醇脱氢酶则是一个多功能酶的C端结构域，可以催化组氨酸合成过程中的3个反应；植物的组氨醇脱氢酶则是由细胞核基因编码的蛋白质前体，需被转运至叶绿体后才能发挥作用。